# Koundioundou
Koundioundou est un village côtier du Sénégal situé en Casamance. Il fait partie de la communauté rurale d'Adéane, dans l'arrondissement de Niaguis, le département de Ziguinchor et la région de Ziguinchor.(LAMINE MANE NATIF DE VILLAGE)
Lors du dernier recensement (2018), le village comptait 305 habitants et 65 ménages.